# Foltoslemezű lánggomba
A foltoslemezű lánggomba (Gymnopilus penetrans) a pókhálósgombafélék családjába tartozó, Európában, Észak-Afrikában és Észak-Amerikában honos, fenyvesekben élő, nem ehető gombafaj. 

## Megjelenése
A foltoslemezű lánggomba kalapja 2-5 cm széles, alakja fiatalon domború, majd laposdan kiterül, esetleg középen benyomottá válik. Színe élénk narancssárgás, vörösesbarnás, a széle világosabb árnyalatú. Felszíne selymesen sima, esetleg kissé bársonyos, de soha nem pikkelyes. 
Húsa puha, krémszínű vagy barnássárga, sérülésre nem változik. Szaga gyengén gyümölcsös, íze keserű. 
Sűrűn álló lemezi tönkhöz nőttek. Színük kezdetben sárga, majd vörösesbarnává válik rozsdás foltokkal.
Tönkje 4-7 cm magas és 0,6-1,2 cm vastag. Színe fiatalon sárgás, később narancsbarnás. Felülete hosszában szálazott, gyakran szálas gallérzóna figyelhető meg, de gallérja nincs. 
Spórapora rozsdás narancsbarna. Spórája ellipszoid, felülete aprószemölcsös, mérete 7-9 x 4-5,5 µm.

### Hasonló fajok
Az aranysárga és a bársonykalapú lánggomba hasonlít hozzá. 

## Elterjedése és termőhelye
Európában, Észak-Afrikában és Észak-Amerikában honos. Magyarországon gyakori. 
Fenyvesekben él, ahol elhalt fenyőtuskókon, vastagabb ágakon, esetleg tobozon nő, sőt parkokban, kertekben a fenyőmulcson is megtalálható. Szeptembertől novemberig terem.

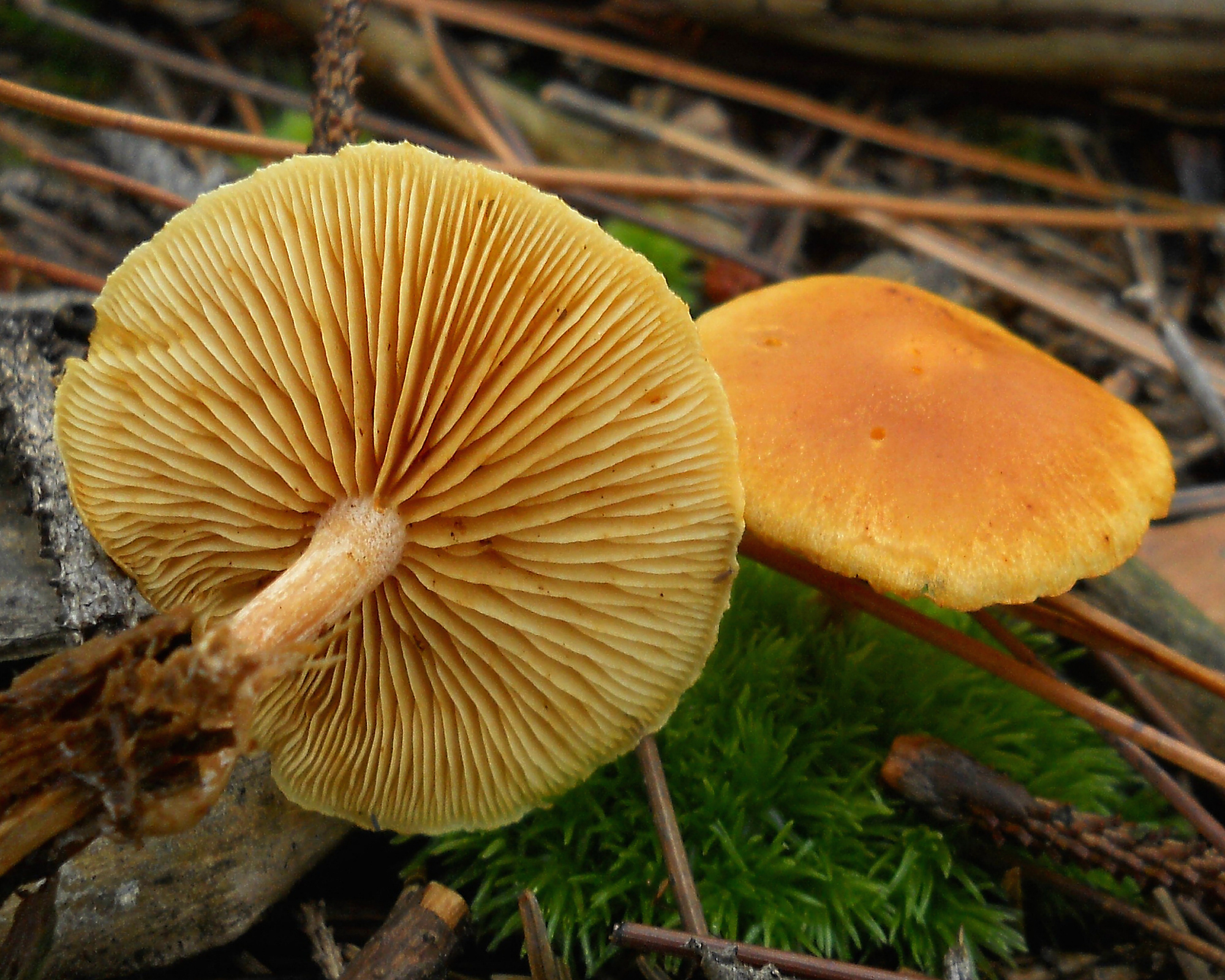
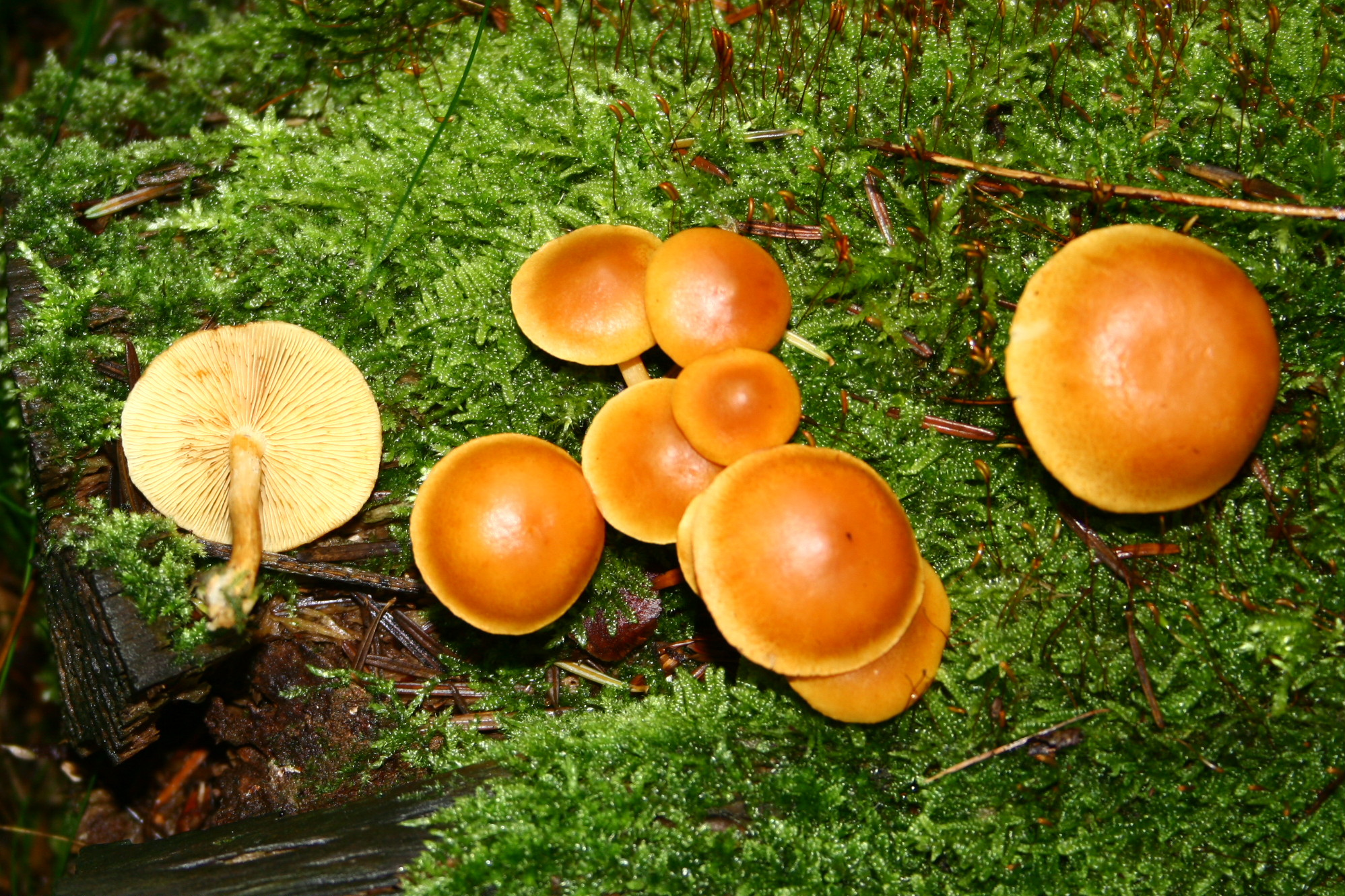
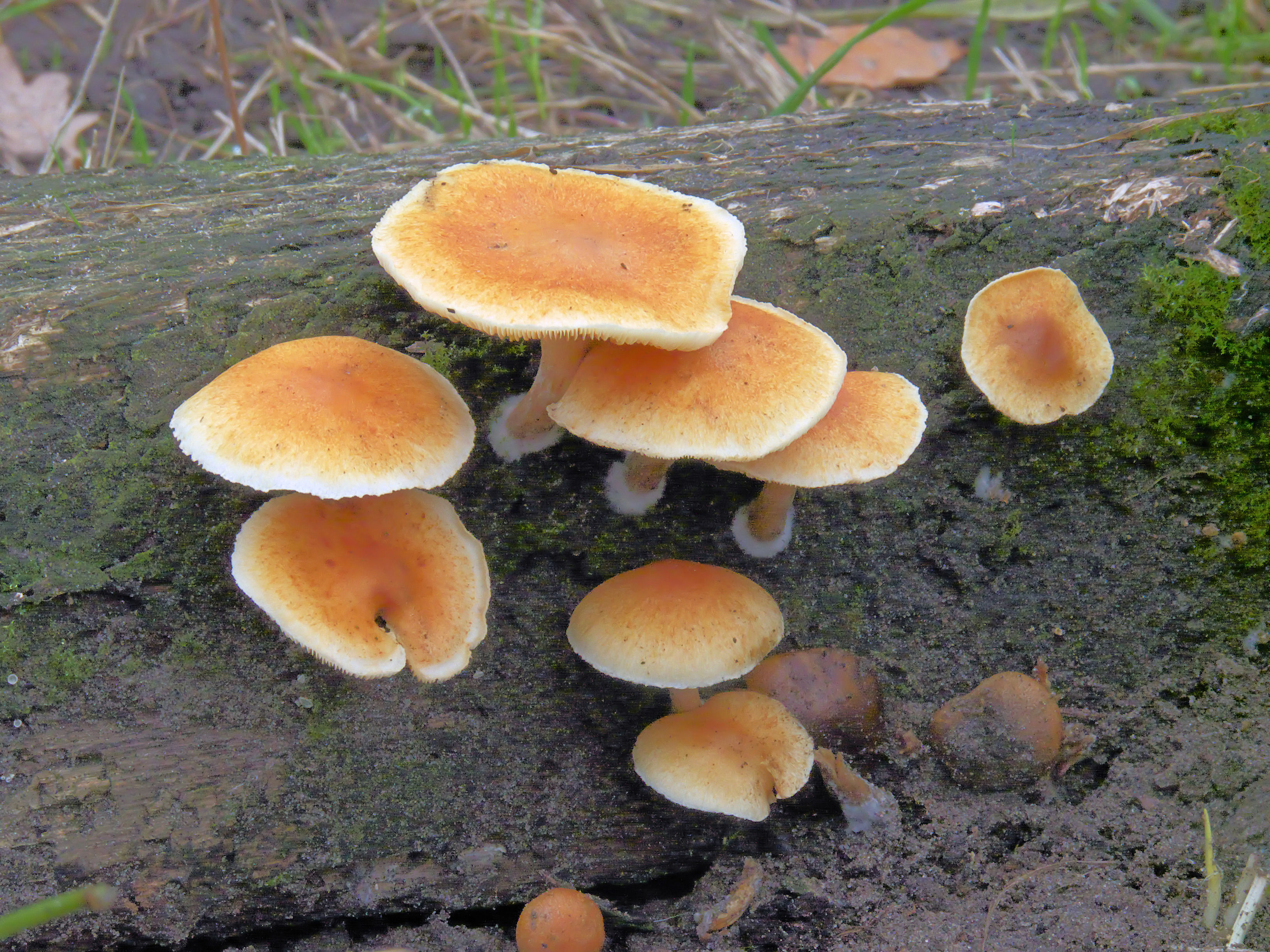
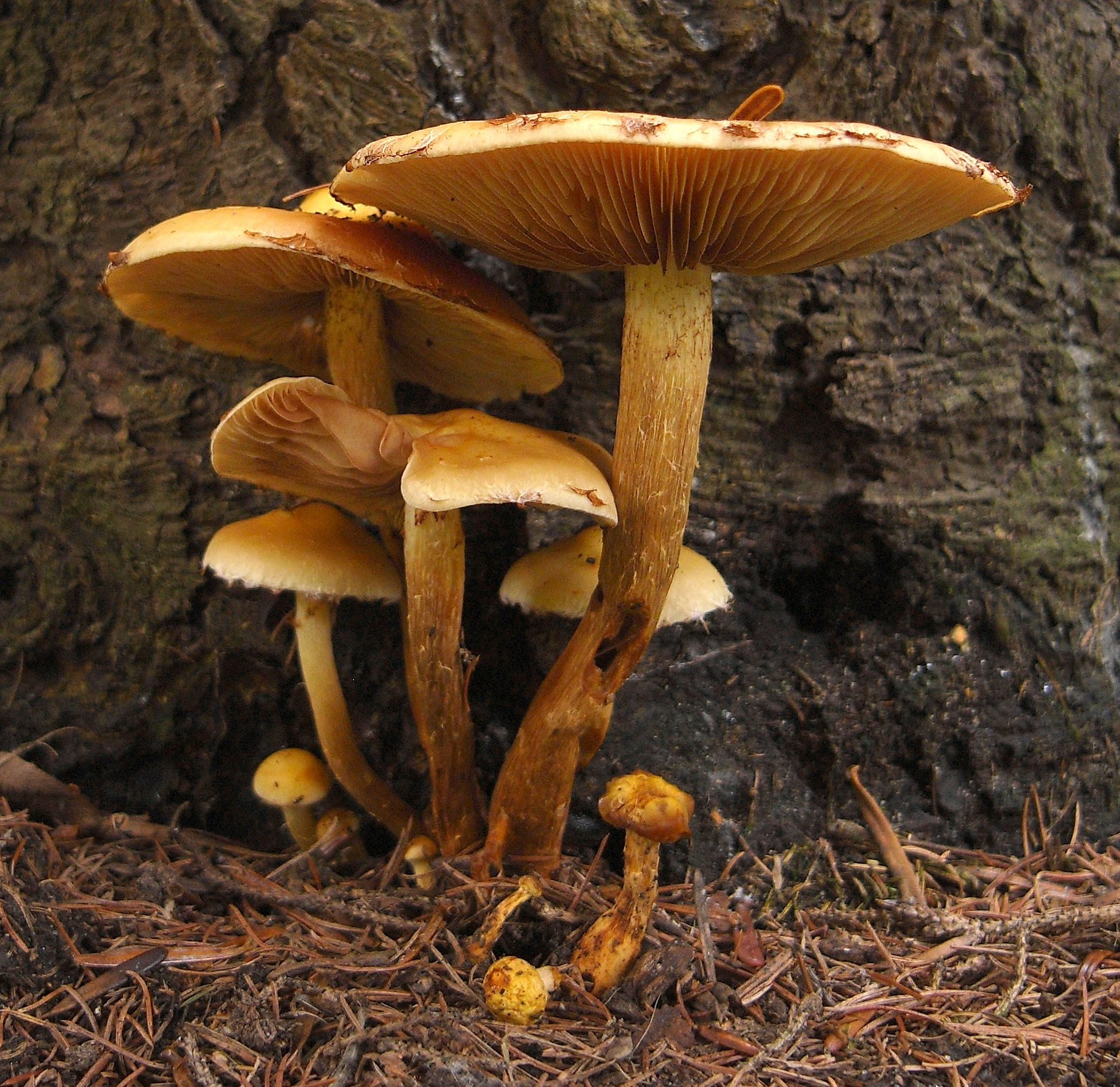
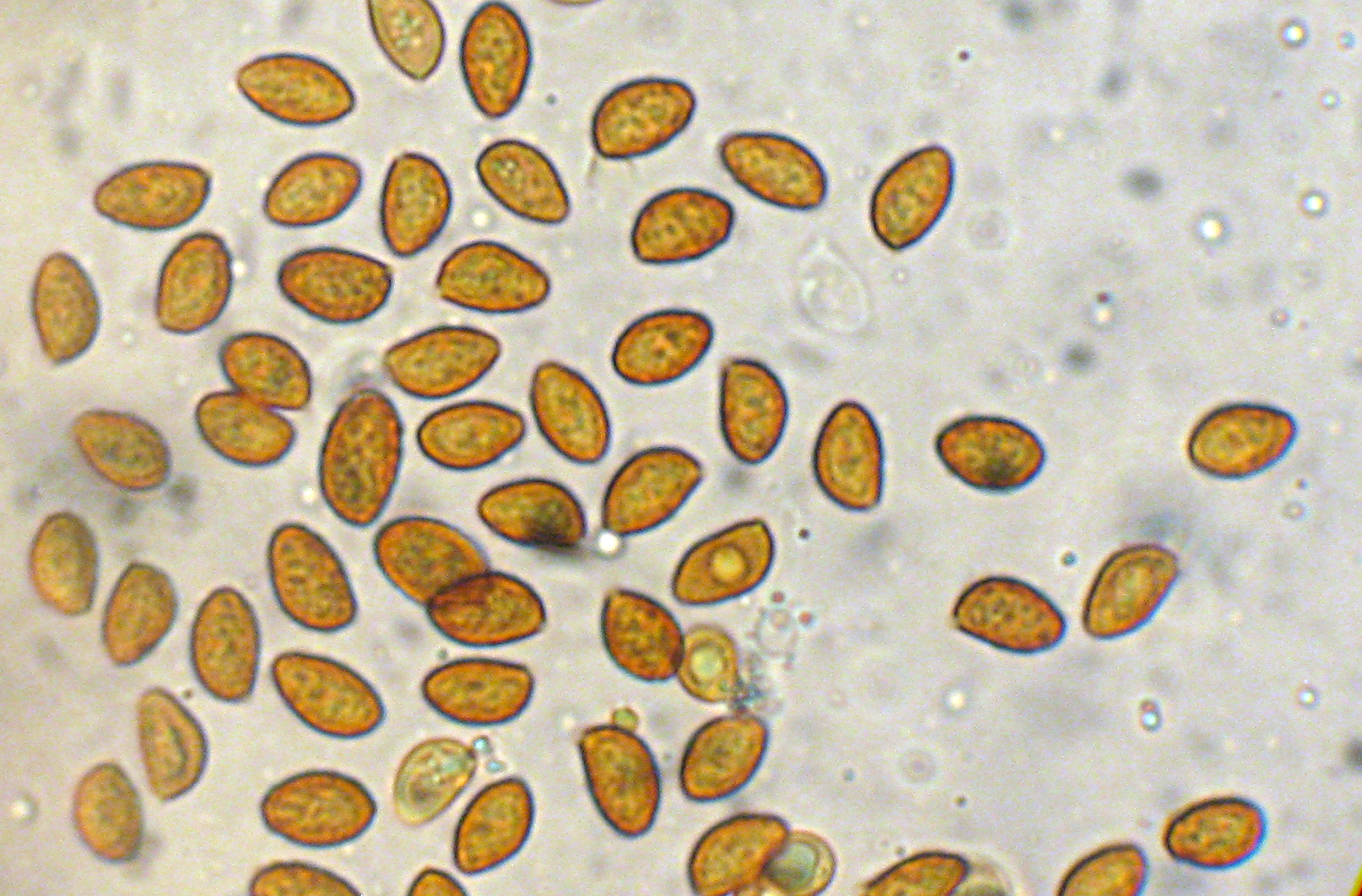

Nem ehető. 